# Путна мрежа у Србији
Путни или друмски саобраћај чини окосницу саобраћаја у Републици Србији. Најважније чвориште је главни град Београд, после кога следе Приштина, Ниш и Нови Сад. Путну мрежу у републици чине јавни и некатегорисани путеви.

## Основни подаци
Република Србија спада у државе са добро развијеном мрежом путева, укупне дужине 45.220 km. Претпоставља се да око 40% укупне дужине путева припада деоницама изнад 600 m н. в., а највиши путеви су на Копаонику и Голији (н. в. око 1.700 m).
Путну мрежу чине
- Јавни путеви
  - Државни путеви I реда
    - А реда (аутопутеви) - 937 km[2]
    - Б реда - 4.487 km[2]

  - Државни путеви II реда
    - А реда - 7.782 km[2]
    - Б реда - 3.153 km[2]

  - Општински путеви - 23.780 [тражи се извор]
  - Улице
- Некатегорисани путеви

Значајан део путева имају застареле деонице (око 2/5), где су коловози од туцаника или земљани.
Путну мрежу Србије укључује и 3.460 мостова на државним путевима, од чега је око 948 на аутопутевима. На мрежи државних путева постоји и 109 тунела, укупне дужине 30 km.

## Државни путеви
Државни путеви су јавни путеви којима се повезује:
- простор државе са мрежом европских путева,
- простор државе са мрежом најважнијих путева суседних земаља,
- простор државе унутар себе, кроз повезивање значајних насеља (градова) и свих округа у оквиру републике.

Изградња, осавремењавање и одржавање државних путева потпада под надлежност републичког, односно покрајинског нивоа.
Државни путеви су категорисани у путеве првог и другог реда, са А и Б поткласама.

## Деонице европских путева у Србији
У оквиру мреже државних путева првог реда 2150 km државних путева у Србији припада европској мрежи путева, тзв. Е-путева.
Е - путеви класе А у Србији су:
- — деоница (Црна Гора)— Мехов Крш—Косовска Митровица—Приштина—Ђенерал Јанковић —(Северна Македонија). У нашој путној мрежи носи ознаке 22, 32 и 31. Део од Приштине до Ђенерал Јанковића је подигнут на ниво аутопута од стране привремених институција у Приштини, по чијем систему означавања носи ознаку Р7.
- — деоница (Хрватска)— Батровци—Београд—Вршац—Ватин —(Румунија). На делу на ком Е70 води трасом коридора 10, на делу Батровци—Београд, постоји савремени аутопут А3, а остатак трасе је означен као пут 10.
- — деоница (Мађарска)— Хоргош—Суботица—Нови Сад—Београд—Појате—Ниш—Лесковац—Врање—Прешево —(Северна Македонија), савремени аутопут целом дужином као аутопут А1. Траса пута се у целости поклапа се са трасом коридора 10, односно његовог крака Б
- — деоница (Црна Гора)— Мехов Крш—Косовска Митровица—Приштина—Ниш—Градина —(Бугарска). На делу где овај пут пролази трасом коридора 10 (Ниш—Градина) је изграђен савремени аутопут А4. Остали делови трасе носе ознаке 22, 32, 31 и 35.

Е - путеви класе B у Србији су:
- — деоница Суботица—Сомбор—Бездан —(Хрватска). У Србији се пружа деловима путева 12,  15 и 16.
- — деоница (Босна и Херцеговина)— Котроман—Пожега—Краљево—Појате—Параћин—Зајечар—Вршка Чука —(Бугарска).
- — деоница Београд—Пожега—Нова Варош—Гостун —(Црна Гора), савремени аутопут А2 је изграђен на деоници Београд—Чачак, док је деоница Чачак—Пожега у изградњи.
- — деоница (Румунија)— Ђердап—Кладово—Зајечар—Ниш.
- Е851 — деоница (Албанија)— Врбница—Призрен—Приштина. Пут је у целости подигнут на ниво аутопута од стране привремених институција у Приштини, а по њиховом систему означавања носи ознаку Р6.

Поред мреже Е-путева, на изградњу домаће путне мреже су утицали и планови о пан-Европском коридорима, који су предвиђали изградњу мреже путева и осталих модалитета саобраћаја ради убрзања и олакшања међународног протока робе и путника, како међу суседним државама тако и до Блиског истока, Медитерана и осталих подручја у европском окружењу. Овакве пројекте је највише подржавала организација Трансевропске мреже ТЕН (Trans-European Networks), која је активно учествовала у консолидацијама оваквих планова. 
Циљеви ТЕН-а су били да координацијом саобраћаја, протоком енергената и телекомуникационом мрежом помогне развоју економије и заједничког европског тржишта, будуће Европске уније.
Овим планом је дошло до оживљавања западно-источне мреже пута Е70, дела кроз бившу Југославију, који би спојио економске и политичке центре бивше државе. Овај коридор је носио званичну ознаку Xa и спајао се са делом северно-јужног коридора пута Е75 са ознаком Xb. Првенство у грађењу је имао коридор са правцем запад-исток који је ишао рутом Грац-Марибор-Љубљана-Загреб-Београд.

## Општински путеви
Општински путеви су укупне дужине 23.780 km. То су путеви који повезује подручје локалне самоуправе (града или општине) или подручје локалне самоуправе са државним путевима.
Општински путеви се проглашавају посебном одлуком општине. Изградња, осавремењавање и одржавање државних путева првенствено потпада под надлежност општинског нивоа (локалних самоуправа).
Значајан удео општинских путева је без савременог коловоза, нарочито у брдско-планинским крајевима Србије (где је већина у овом стању). Најчешће изграђени путеви су они који обезбеђују најједноставнију везу насеља са седиштем општине, чиме је у огромној већини српских општина образована радијална мрежа путева (тј. „од обода ка средишту“), са недостатком попречних веза.

## Некатегорисани путеви
Некатегорисани путеви су путеви значајни у оквиру насеља, који су доступни већем броју корисника и проглашени су као такви одлуком надлежног органа.